# 波克罗夫卡村委员会
波克罗夫卡村委员会（俄语：Покровский сельсовет）是俄罗斯联邦阿斯特拉罕州阿赫图宾斯克区所属的一个村委员会。其下辖有2个居民点，行政中心为波克罗夫卡。据2015年统计，该村委员会的人口为1103人。